# Clematis quadribracteolata
Clematis quadribracteolata är en ranunkelväxtart som beskrevs av John William Colenso. Clematis quadribracteolata ingår i släktet klematisar, och familjen ranunkelväxter. Inga underarter finns listade i Catalogue of Life.